# Штильман, Артур Давидович
Артур Давидович Штильман (род. 1935, Москва) — советско-американский скрипач.

## Биография
Родился в семье дирижёра Давида Семёновича Штильмана (1905—1995). Окончил Центральную музыкальную школу, Московскую консерваторию и аспирантуру. Штильман — ученик И. Ямпольского, А. Зильберштейн и Д. Цыганова.
Первый исполнитель Концерта для скрипки с оркестром Белы Бартока в Москве (1960).
С 1962 по 1979 годы — солист Московской филармонии.
Лауреат Международного конкурса (Будапешт, 1963).
Концертировал в Советском Союзе и за границей.
С 1966 по 1979 годы — скрипач оркестра Большого театра.
В 1979 году эмигрировал в США.
В 1980—2003 годах играл в оркестре Метрополитен-опера.
По окончании активной исполнительской карьеры обратился к музыкальной журналистике, автор многочисленных очерков о скрипачах XX века, частично собранных в книге «Музыка и власть» (Ганновер, 2007).
В 2016 году, после избрания Дональда Трампа президентом США, заявил в интернете, что горд присоединиться к расистам и ку-клукс-клановцам, проголосовавшим за Трампа.

## Список произведений
- Музыка и власть. — Аграф, 2013. — 336 с. — (Волшебная флейта). — 1000 экз. — ISBN 978-5-7784-0448-9.